# Taszkient – miasto chleba
Taszkient – miasto chleba (ros. Ташкент — город хлебный) – radziecki film dramatyczny z 1968 roku w reżyserii Szuchrata Abbasowa. Adaptacja powieści Aleksandra Niewierowa. Na podstawie tekstu Andrieja Michałkowa-Konczałowskiego.

## Fabuła
Film ukazuje dramatyczne losy Miszy, chłopca wędrującego po chleb dla swojej umierającej matki i rodzeństwa.

## Obsada
- Władimir Worobiej jako Misza
- Natalja Arinbasarowa
- Walentina Tałyzina jako Dodonowa, mama Miszy